# Vaniškovce
Vaniškovce (in ungherese Iványos, in tedesco Johannisdorf) è un comune della Slovacchia facente parte del distretto di Bardejov, nella regione di Prešov.

## Storia
Il villaggio è citato per la prima volta nel 1345 come feudo dei Perényi. Nel XIX secolo appartenne ai Desseffwy e poi agli Hodoss.